# Hound Dog/Night Mare
Hound Dog/Night Mare è un singolo della cantante Willie Mae "Big Mama" Thornton pubblicato nel 1953.

## Descrizione
In entrambi i brani la cantante è accompagnata dall'orchestra Kansas City Bill.
Il brano sul lato A, Hound Dog, venne in seguito inciso da Elvis Presley.

## Tracce
LATO A
1. Hound Dog (testo: Jerry Leiber e Johnny Otis – musica: Mike Stoller)

LATO B
1. Night Mare (testo: Jerry Leiber e Johnny Otis – musica: Mike Stoller)